# El Ouricia
El Ouricia (em árabe: الوريسية) é uma comuna localizada na província de Sétif, Argélia. Sua população estimada em 2008 era de 18 087 habitantes.